# Гундоровский (бывший посёлок)
Гу́ндоровский — бывший посёлок городского типа (с 1966 года) в Ростовской области России. В 2004 году был включён в качестве микрорайона в состав города Донецка Ростовской области.

## География
Расположен на реке Большая Каменка вблизи места впадения её в реку Северский Донец. Представляет собой обособленный район города Донецка.

## История
1681 — год образования станицы Гундоровской. Казак Кагальницкого городка Михаил Иванов с товарищами получил грамоту «на занятие Гундоровского юрта».
Местоположение станицы перемещалась из-за природы: то половодье заливало, то пески засыпали, то Северский Донец менял русло. В 1851 году она заняла место там, где находится сейчас. Согласно документам, дворов здесь было 942, в них «мужска пола 2896, а женских 3162».
Обосновавшись на правом берегу Донца, гундоровцы воплотили свою давнюю мечту — построили пятиглавую Успенскую церковь, уцелевшую в советские годы, которая действует по настоящее время.
В 1945 году станица Гундровка была преобразована в рабочий посёлок. В 1951 году посёлок был преобразован в одноимённый город, который в 1953 году был переименован в Донецк.
В 1950-е годы шло интенсивное жилищное и промышленной строительство в городе, его площадь росла. В близи границы с Луганской областью вырос «новый город» Донецка. Решением Ростовского облсовета от 24.08.1966 года посёлок Гундоровский (старый город) выделен из городской черты Донецка и преобразован в рабочий посёлок.

## Население
| 1970 | 1979  | 1989  | 2002  |
| ---- | ----- | ----- | ----- |
| 5985 | ↗5986 | ↘5233 | ↘5218 |

## Инфраструктура
- В поселке на берегу Северского Донца находятся базы туризма и отдыха.[8]

## Фотографии

Памятники
С. Г. Власову
Гундоровскому полку

## Достопримечательности
- Памятник воинам, освобождавшим в феврале 1943 года станицу Гундоровская.
- Памятник воинам, погибшим в годы Великой Отечественной войны.
- Памятник героям станицы Гундоровская.
- Памятник заслуженному артисту императорских театров, Солисту Большого театра, оперному певцу, уроженцу станицы Гундоровская Власову Степану Григорьевичу (1854 — 1919).

### Храм Успения Пресвятой Богородицы
[Храм Успения Пресвятой Богородицы (Гундоровский)|Храм Успения Пресвятой Богородицы] Шахтинской епархии, Донецкое благочиние, Московского Патриархата Русской Православной Церкви в бывшем поселке Гундоровский назван в честь праздника Успения Пресвятой Богородицы. Необходимость в строительстве храма в станице Гундоровская возникла после переноса станицы на правый берег реки [Северский Донец]. Из-за разлива реки существующий деревянный [Церковь Архангела Михаила (Гундоровский)|храм Архангела Михаила] затоплялся водами реки. Новый храм на правом берегу реки было решено строить каменным в византийском стиле.
12 ноября 1852 года император Николай I утвердил проект храма. 4 июня 1853 года было освящено место для церкви. В этом же году началось строительство храма. Через восемь лет храм был построен и освящен. Строительство храма обошлось в 38 500 рублей, создание иконостаса было оценено в 10 тысяч рублей.
В 1911 году в храме проводился капитальный ремонт, были пристроены с северной и южной сторон тамбуры, установлено паровое отопление.
В годы советской власти храм закрывался под зернохранилище, в 1943 году вновь был открыт. В 2008 году при попечении протоиерея Владимира Гладышева храм был восстановлен и вновь отремонтирован. С 1987 по 2007 год в храме устанавливались колокола, заменены купола, произведен ремонт фасада, установлено газовое отопление.
В 2011 году храм Успения Пресвятой Богородицы был включен в число объектов культурного наследия регионального значения. Особенностью храма является исполнение росписи в виде иконной галереи.

Храм Успения Пресвятой Богородицы
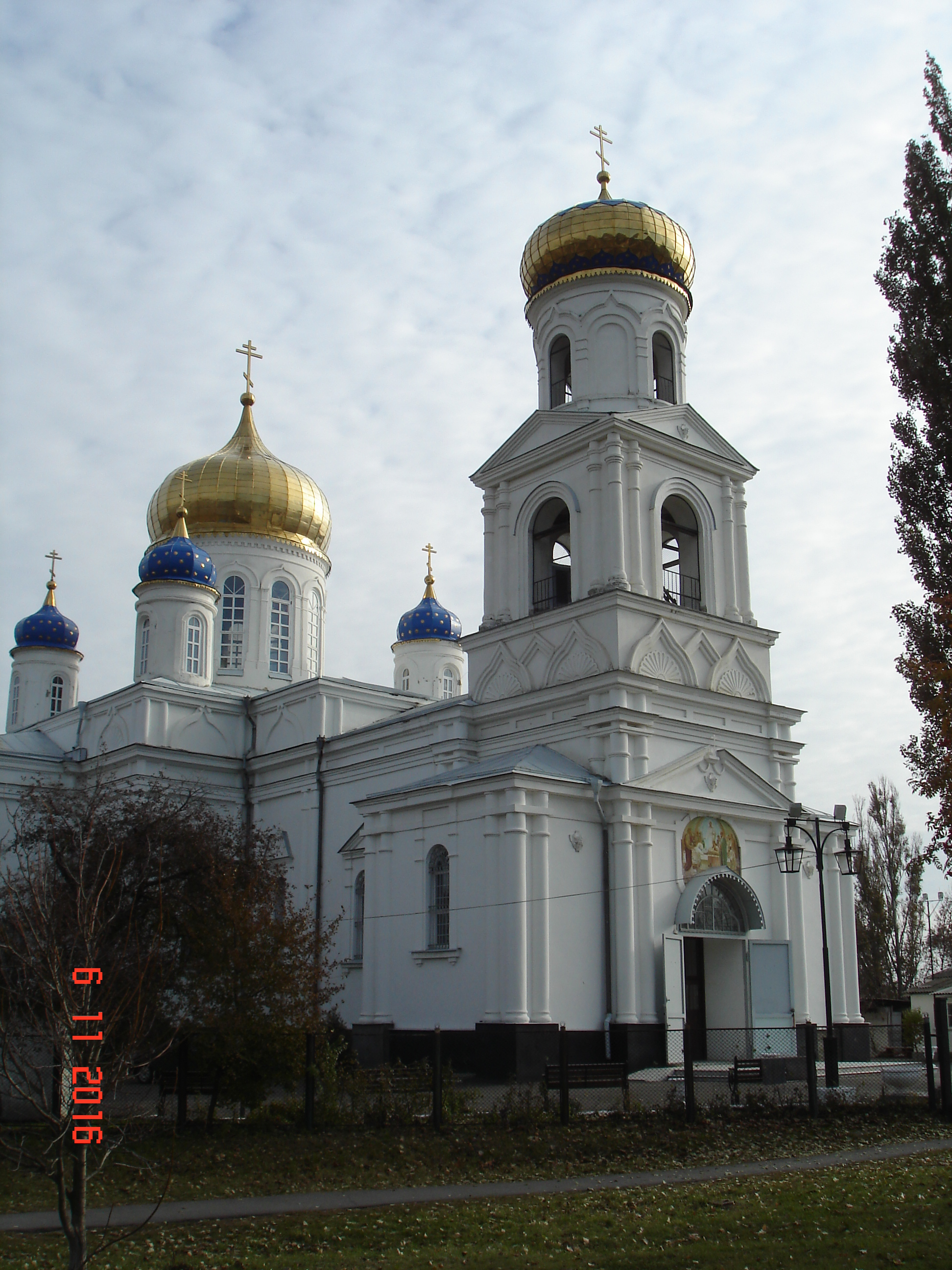
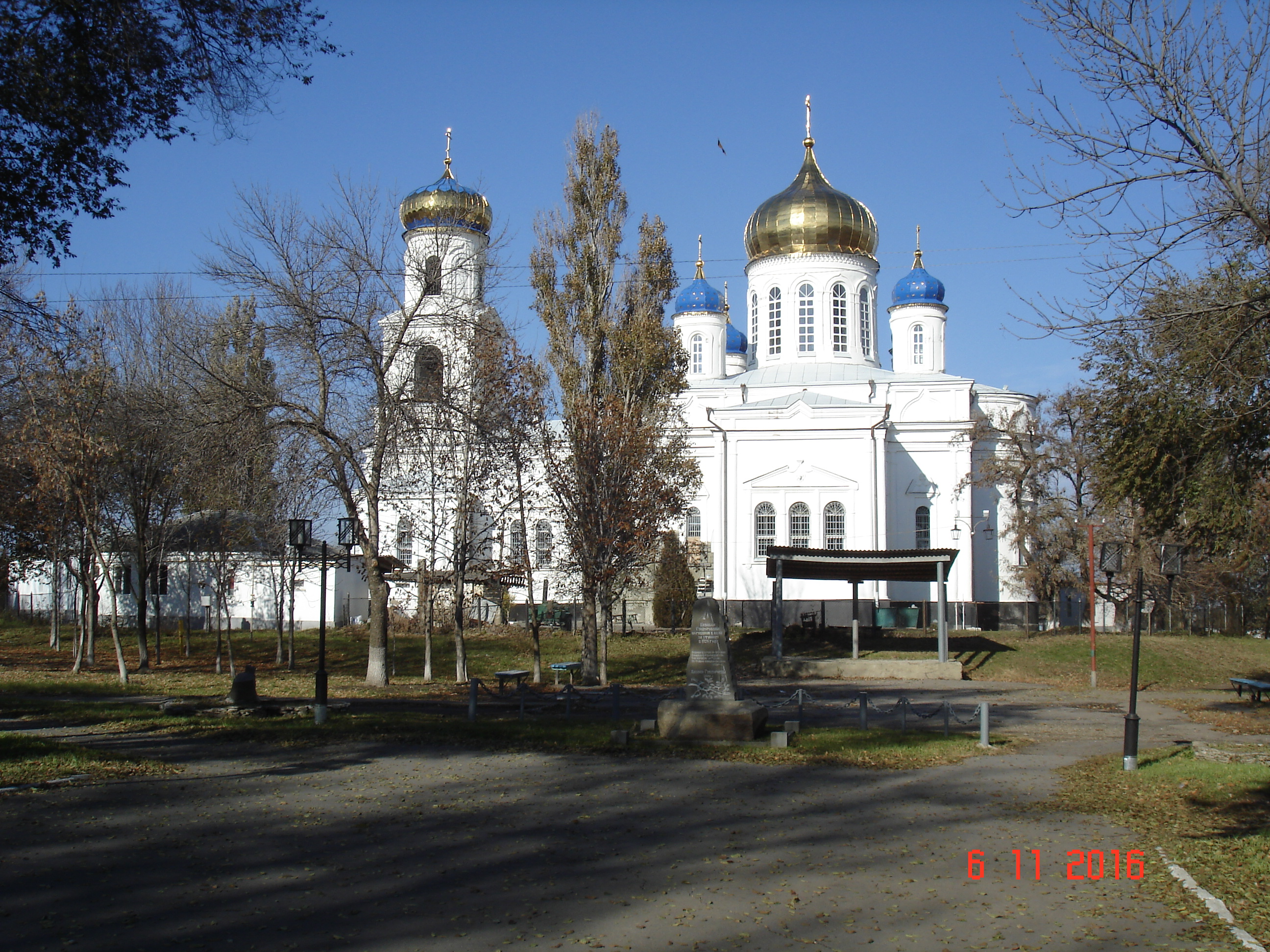
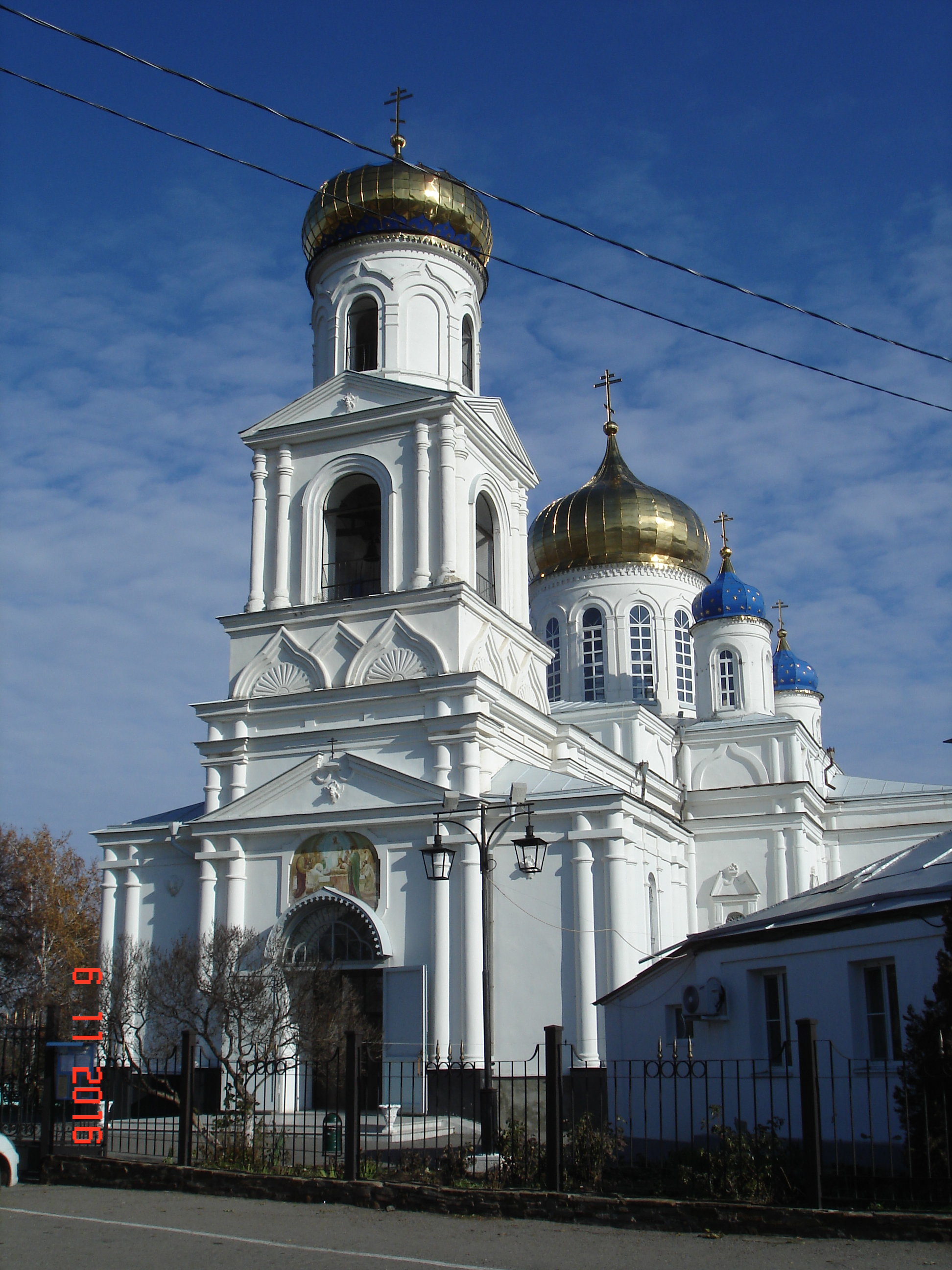